# Вејце
Вејце (мкд. Вејце) је насеље у Северној Македонији, у северозападном делу државе. Вејце припада општини Тетово.

## Географија
Насеље Вејце је смештено у крајње северозападном делу Северне Македоније, близу државне границе са Србијом (3 km удаљености). Од најближег већег града, Тетова, насеље је удаљено 13 km северозападно.
Вејце се налази у доњем делу историјске области Полог. Насеље је положено у високо положеној долини речице Тетовске пене, подно највиших врхова Шар-планине. Западно од насеља се издиже главно било Шар-планине. Надморска висина насеља је приближно 1.150 метара.
Клима у насељу је планинска због знатне надморске висине.

## Историја
Масакр код Вејце догодило се у близини села 28. априла 2001. године.

## Становништво
Вејце је према последњем попису из 2002. године имало 1.127 становника.
Претежно становништво у насељу су Албанци (99%).
Већинска вероисповест је ислам.